# Aeroperú

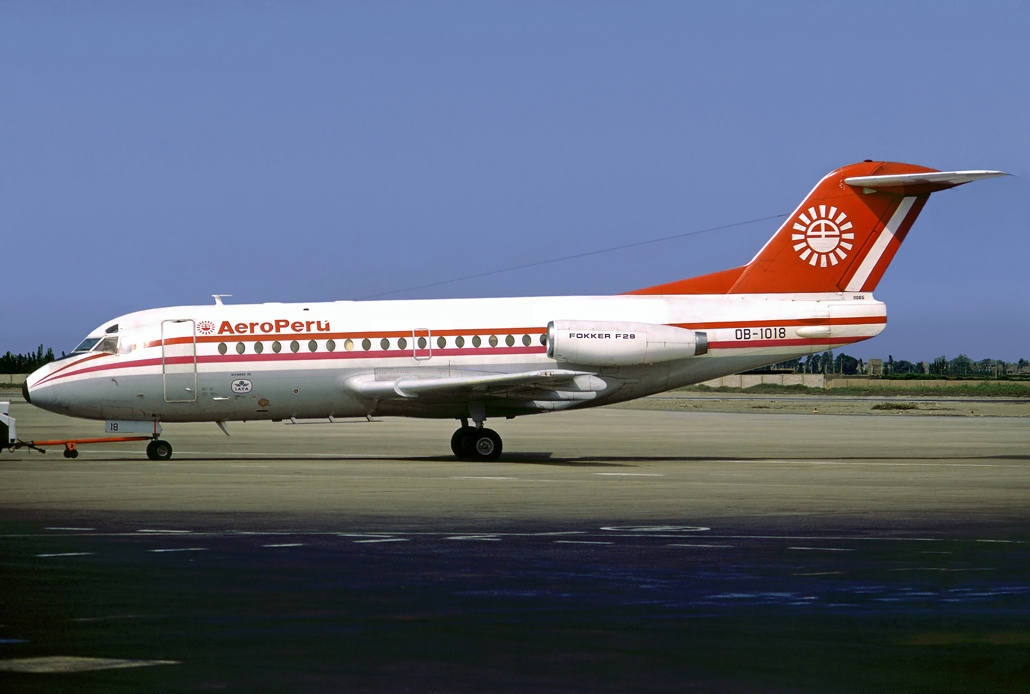
Aeroperu Fokker F28-1000 Fellowship, 1990

Aeroperú var ett flygbolag från Peru. Flygbolaget existerade mellan åren 1973-1999 och flög bland annat följande flygplansmodeller:
- Boeing 727
- Boeing 737
- Boeing 757
- Boeing 767
- Douglas DC-4
- Douglas DC-8
- Douglas DC-10
- Fokker F-27
- Fokker F28
- Lockheed L-1011 TriStar